# 小林武紀
小林 武紀（こばやし たけのり、1945年6月29日 - ）は、日本の経営者。大和紡績社長を務めた。

## 来歴・人物
長野県出身。1968年に慶應義塾大学工学部機械工学科を卒業し、同年4月に大和紡績に入社した。1998年6月に取締役に就任し、2003年6月に常務、2005年6月に専務を経て、2009年6月から2010年6月までに社長を務めた。